# Sorcy-Bauthémont
Sorcy-Bauthémont är en kommun i departementet Ardennes i regionen Grand Est (tidigare regionen Champagne-Ardenne) i nordöstra Frankrike. Kommunen ligger  i kantonen Novion-Porcien som ligger i arrondissementet Rethel. År 2022 hade Sorcy-Bauthémont 147 invånare.

## Befolkningsutveckling
Antalet invånare i kommunen Sorcy-Bauthémont
Referens: INSEE